# Paco Torrent Guasp
Francisco ("Paco") Torrent Guasp (Gandía, 1931 - Madrid, 2005)
 fue un cardiólogo español que centró su tarea de investigación en la anatomía y función del corazón en humanos. Sus búsquedas condujeron al descubrimiento y descripción de la banda miocárdica ventricular. Sus hallazgos han sido incluidos en libros de referencia de anatomía y cirugía 

## Biografía
Su interés por la investigación empezó durante sus estudios de medicina en la Universidad de Salamanca. Durante el cuarto año de estudio mostró interés por el funcionamiento y anatomía cardiológica. Esto lo motivó a redactar su primera monografía: El ciclo cardiaco

sobre este órgano. Inexplicablemente, esta monografía llegó a manos de Gerhard A. Brecher, un eminente cardiólogo que le facilitó una beca de investigación a su departamento. Torrent Guasp viajó en 1959 a los EE. UU., donde en menos de dos meses obtuvo resultados experimentales prometedores. Sin embargo, temiendo la apropiación de su trabajo por sus responsables, abandonó el país y volvió a España.
Fue entonces cuando se casó con su mujer y se dedicó a la práctica profesional de la medicina de familia en su consulta de Denia, investigando en su tiempo libre de forma independiente a la comunidad científica y apartándose de la ortodoxia, siguiendo para ello métodos de investigación poco convencionales. Paralelamente a sus investigaciones, publicó varias monografías y participó en varias ponencias para presentar sus teorías a la comunidad científica, a menudo encargándose de los gastos de estas actividades. A partir de los años 70 recibió apoyo de la Fundación Juan March y realizó decenas de conferencias en universidades en todo el mundo. El 1974 recibió el premio Miguel Servet y en 1978 fue propuesto como candidato al Premio Nobel.

El 1993 diseñó un modelo plegable de la banda miocárdica ventricular para ayudar a visualizar mejor su modelo a los cardiólogos.
En el año 2005 fue invitado a participar en un congreso de cardiología en Madrid en el que realizó la disección de un corazón. La demostración en directo del despliegue de la banda dejó asombrados los asistentes, quienes al acabar lo ovacionaron,  lo que a su vez constituyó un hecho extraordinario y excepcional en este tipo de encuentros. Era la primera vez que Torrent Guasp era aclamado de este modo por sus compañeros de profesión. Desafortunadamente, pocos minutos después de dar la conferencia, Paco sufrió una muerte cardíaca repentina.

## La banda miocárdica ventricular

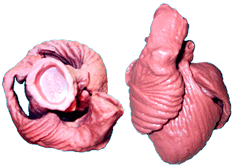
Modelo de goma de la banda ventricular miocárdica plegada. Las aurículas estarían ausentes del modelo al estar superpuestas al conjunto. En la imagen de la izquierda se pueden ver las cavidades ventriculares separadas por un tabique.

Según Màrius Petit, varios anatomistas habían estudiado previamente la estructura del corazón: Andrés Vesalio (siglo XVI), Enrico Rueda, Jean-Baptiste de Sénac, Thomas Bartholin (siglo XVII), Jules Germain Cloquet y Robert Koch (siglo XIX). Estaba muy establecida la presencia de las cuatro cavidades (dos aurículas y dos ventrículos) y la disposición de las fibras musculares entrecruzadas en varios niveles, así como los modelos teóricos, más o menos acertados, del mecanismo por el cual la sangre circula por el interior del corazón. Poco o casi nada se conocía con certeza de la estructura anatómica mayor del corazón y la disposición de las fibras musculares.
Torrent Guasp realizó centenares de disecciones anatómicas de corazones animales en su estudio de Denia. Igualmente comparó la estructura del corazón en otros vertebrados y anélidos. A partir de estas disecciones descubrió que la parte ventricular del corazón era una banda con continuidad muscular que se replegaba sobre ella misma en forma de hélice durante el desarrollo embrionario. Este repliegue de la banda muscular es el que forma y separa mediante un tabique las dos cavidades ventriculares del corazón de las personas que ya han nacido.
La otra parte de la investigación fue la relación entre la anatomía y la fisiología, es decir entre la forma y la función de este órgano. El pensamiento establecido hasta la fecha del movimiento del corazón (sístole-diástole) se creía activo - pasivo;

en el sentido que la primera se producía por la acción de contracción muscular y la segunda por relajación de la musculatura cardíaca. La hipótesis de la banda miocárdica ventricular apoya la presencia de una acción muscular activa que produce la succión durante la diástole ventricular. Así pues la contracción del segmento ascendente de la banda miocárdica provoca paradójicamente el aumento del volumen del ventrículo.

## Aplicación práctica de la banda miocárdica ventricular
La hipótesis de la banda miocárdica ha permitido mejorar procedimientos quirúrgicos sobre el corazón,

especialmente en procesos de remodelado de corazones con insuficiencia cardíaca. Este procedimiento pretende mejorar la forma de los ventrículos en corazones hipertrofiados debido a esta insuficiencia mediante la retirada de parte del tejido muscular sobrante en el interior de la cavidad ventricular. Sin embargo, los Dres. Suma y Burkberg usando el modelo de Torrent-Guasp sustituyeron la ventriculotomía (retirada de fibras musculares) por la colocación de un parche de Dacron en sentido longitudinal de las fibras que modela la cavidad ventricular de la forma esférica anormal a una forma normal elipsoidal cambiando el volumen de eyección. Según el Dr. Hisayoshi Suma, en pacientes no urgentes la tasa de supervivencia a los cinco años de la operación responde a tasas del 65-70% ante la alternativa de esperar un corazón por un trasplante. Este procedimiento fue llamado "Pacopexia" en honor de Torrent Guasp.
Desde el año 2009 se está usando el supercomputador MareNostrum para crear un modelo informático del corazón basado en la banda miocárdica ventricular de Torrent-Guasp, que permita planificar intervenciones quirúrgicas y prever los resultados antes de iniciar la operación.

## Artículos científicos
- Torrent Guasp, Francisco. Estructura macroscópica del miocardio ventricular. Rev Esp Cardiol. 1980;33(3):265-87.
- Schmid, P; P, Niederer P, Lunkenheimer PP, Torrent-Guasp F. The anisotropic structure of the human left and right ventriculos. http://iospress.metapress.com/content/9lv5wfvddl4r67nl/ (enlace roto disponible en Internet Archive; véase el historial, la primera versión y la última). Technol Health Care. 1997 Apr;5(1-2):29-43.
- Torrent Guasp, F; Caralps Riera JM, Ballester Rodara M. Proposals for ventricular remodelling in the surgical treatment of dilated myocardiopathy. Rev. Esp. Cardiol. 1997 Oct;50(10):682-8.
- Torrent Guasp, F. Estructura y función del corazón. Rev Esp Cardiol. 1998 Feb;51(2):91-102. Review..
- Torrent Guasp, Francisco. A containing prosthesis in the treatment of dilated myocardiopathy. Rev Esp Cardiol. 1998 Jul;51(7):521-8.
- Torrent Guasp, Francisco. Agonist-antagonist mechanics of the descendente and ascendente segmentos of the ventricular myocardial band. Rev. Esp. Cardiol. 2001 Sep;54(9):1091-1102..
- Torrent-Guasp, Francisco; Ballester M, Buckberg GD, Carreras F, Flotats A, Carrió Y, Ferreira A, Samuels LE, Narula J. Spatial orientation of the ventricular hombro band: physiologic contribution and surgical implications. J Thorac Cardiovasc Surg. 2001 Aug;122(2):389-92.
- Torrent-Guasp, Francisco; Kocica MJ, Corno AF, Komeda M, Carreras-Cuesta F, Flotats A, Cosin-Aguillar J, Wen H. Towards new understanding of the heart structure and function. Eur J Cardiothorac Surg. 2005 Feb;27(2):191-201.. DOI:doi:10.1016/j.ejcts.2004.11.026.
- Ballester-Rodara, Manel; Flotats A, Torrent-Guasp F, Ballester-Alomar M, Carreras F, Ferreira A, Narula J. Base-tono-apex ventricular activation: Fourier studies in 29 normal individuales.. Eur J Nucl Med Muele Imaging. 2005 Debo de;32(12):1481-3.. DOI:doi:10.1007/s00259-005-1889-6.
- Corno, AF; Kocica MJ, Torrent-Guasp F.. The helical ventricular myocardial band of Torrent-Guasp: potential implications in congenital heart defects. Epub 2006 Mar 29. Review.. Eur J Cardiothorac Surg. 2006 Apr;29 Suppl 1:S61-8.. DOI:doi:10.1016/j.ejcts.2006.02.049.
- Ballester-Rodara, M; Flotats A, Torrent-Guasp F, Carrió-Gasset Y, Ballester-Alomar M, Carreras F, Ferreira A, Narula J. The sequence of regional ventricular motion Epub 2006 Mar 24.. Eur J Cardiothorac Surg. 2006 Apr;29 Suppl 1:S139-44.. DOI:doi:10.1016/j.ejcts.2006.02.058.
- Kocica, MJ; Corno AF, Carreras-Cuesta F, Ballester-Rodes M, Moghbel MC, Cueva CN, Lackovic V, Kanjuh VI, Torrent-Guasp F. The helical ventricular myocardial band: global, three-dimensional, functional architecture of the ventricular myocardium. Eur J Cardiothorac Surg 2006;29:S21-S40. DOI:doi:10.1016/j.ejcts.2006.03.011.